# Simonsberg (Alemania)
Simonsberg es un municipio situado en el distrito de Frisia Septentrional, en el estado federado de Schleswig-Holstein (Alemania). Tiene una población estimada, a fines de 2020, de 837 habitantes.
Se encuentra ubicado al noroeste del estado, cerca de la costa del mar del Norte y de la frontera con Dinamarca.